# Politica dell'Azerbaigian
L'Azerbaigian è una repubblica presidenziale, democratica dove il presidente è a capo del governo e dove vige un sistema multipartitico. Il governo dell'Azerbaigian si basa sulla separazione dei poteri legislativo, esecutivo e giudiziario. La struttura del sistema politico azero è stata ridefinita con l'adozione di una nuova Costituzione il 12 novembre 1995 secondo la quale l'Azerbaigian è una repubblica democratica, laica, unitaria.
Governo dell'Azerbaigian è composto da ministri e presidenti delle commissioni statali ed è presieduto dal primo ministro della Repubblica.

## Legislativo - Il Parlamento
Il potere legislativo è detenuto dall'Assemblea nazionale (azero: Milli Məclis) che è unicamerale ed è composto da 125 membri eletti con un mandato di cinque anni, 100 eletti con sistema maggioritario, 25 con sistema proporzionale. 
Le elezioni parlamentari si svolgono ogni cinque anni, la prima domenica del mese di novembre. 
Il primo ministro è designato dal Presidente ma può essere rimosso in seguito al voto di sfiducia del Parlamento. Il Gabinetto consiste principalmente del Primo Ministro, i suoi deputati e ministri. Il Presidente non ha il diritto di sciogliere l'Assemblea nazionale, ma ha il diritto di veto sulle sue decisioni. Per ignorare il veto presidenziale, il Parlamento deve avere una maggioranza di 95 voti.

## Esecutivo - Il presidente
Il presidente è eletto ogni cinque anni con la maggioranza assoluta da elezioni dirette. Nel caso nessun candidato raggiunga tali preferenze si procede ad un secondo turno. Il presidente è autorizzato a formare il Gabinetto, un organo esecutivo di livello inferiore, subordinato a lui. 
Il Consiglio di sicurezza è l'organo deliberativo del Presidente, che lo organizza secondo la Costituzione.  Il presidente della Repubblica dell'Azerbaigian rappresenta il paese negli affari sia interni ed esterni. 
Il presidente della Repubblica dell'Azerbaigian garantisce l'indipendenza e l'integrità territoriale dell'Azerbaigian, garantisce il rispetto delle condizioni dei trattati internazionali.
È stato stabilito il 10 aprile 1997. In seguito a referendum costituzionale il termine del mandato è stato allungato a sette anni.
Può diventare un candidato alla presidenza ogni cittadino della Repubblica dell'Azerbaigian che:
- ha il diritto di voto
- vive in territorio azero più di 10 ann
- ha un'istruzione superiore
- non ha la doppia cittadinanza e gli obblighi, impegni verso altri stati
- non è condannato per un crimine grave

La decisione di destituire dalla carica il presidente della Repubblica dell'Azerbaigian è presentata davanti all'Assemblea nazionale secondo l'iniziativa della Corte costituzionale sulla base della conclusione della Corte Suprema. La risoluzione sulla destituzione dalla carica del presidente viene adottata a maggioranza (95/125) dei voti dei deputati dell'Assemblea nazionale e deve essere firmata dal presidente della Corte costituzionale entro 7 giorni.
Il presidente ha il diritto di inviolabilità, e i suoi poteri includono:
- nomina a una carica e revoca da un obbligo dei vicepresidenti
- nomina delle elezioni all'Assemblea Nazionale della Repubblica dell'Azerbaigian
- presentazione all'Assemblea Nazionale per l'approvazione del bilancio dello Stato e dottrina militare
- approvazione di programmi economici e sociali
- nomina e revoca del Primo Ministro della Repubblica dell'Azerbaigian (con il consenso del Milli Majlis)
- presentazione all'Assemblea Nazionale delle proposte per la nomina dei giudici della Corte costituzionale, suprema, di appello e di altri tribunali della Repubblica dell'Azerbaigian
- nomina e revoca del Procuratore generale della Repubblica dell'Azerbaigian (con il consenso del Milli Majlis)
- formazione dei organi esecutivi locali e centrali
- formazione o scioglimento del Gabinetto dei Ministri della Repubblica dell'Azerbaigian
- nomina e revoca dei membri del Consiglio dei Ministri della Repubblica dell'Azerbaigian
- cancellazione della decisione di Gabinetto dei Ministri
- nomina e revoca dei comandanti delle Forze armate della Repubblica dell'Azerbaigian
- formazione dell'amministrazione del Presidente della Repubblica dell'Azerbaigian
- nomina del Capo dell'Amministrazione Presidenziale della Repubblica dell'Azerbaigian
- formazione del Consiglio di Sicurezza della Repubblica dell'Azerbaigian
- nomina del referendum
- nomina di elezioni straordinarie
- attuazione della grazia
- assegnazione di premi e titoli
- firma e promulgazione della legge
- stato di emergenza e legge marziale
- dichiarazione di guerra e conclusione di pace (con il consenso del Milli Majlis)[6]

## Giudiziario
Secondo la Costituzione della Repubblica dell'Azerbaigian, il potere giudiziario è diviso tra i tribunali sulla base dei loro mandati. Ci sono la Corte costituzionale, la Corte suprema, le corti d'appello, i tribunali generali e altri tribunali specializzati. Il Presidente nomina i giudici di queste corti.
Il potere giudiziario viene esercitato tramite procedimenti costituzionali, civili e penali, in cui partecipa anche Ufficio del Pubblico Ministero della Repubblica dell'Azerbaigian. 
I giudici possono essere eletti dai cittadini azeri di età superiore a 30 anni, aventi diritto di voto e laurea in giurisprudenza ed esperienza lavorativa nella professione legale per 5 o più anni.
Oltre alle attività giudiziarie, i giudici non possono ricoprire altre cariche, non possono svolgere attività imprenditoriali, commerciali o altre attività retribuite diverse da attività scientifiche, educative o creative, non possono svolgere attività politiche e appartenere a partiti politici. I giudici sono inviolabili, oltre che indipendenti e obbediscono alla Costituzione e alle leggi dell'Azerbaigian.

### Corte costituzionale dell'Azerbaigian
La Corte costituzionale è composta da 9 giudici. I giudici della Corte costituzionale vengono nominati dall'Assemblea Nazionale secondo la proposta del presidente della Repubblica dell'Azerbaigian. 
I poteri della Corte costituzionale comprendono l'interpretazione della Costituzione, la risoluzione delle controversie relative alla separazione dei poteri tra autorità legislativi, esecutivi e giudiziari.

### Corte suprema dell'Azerbaigian
La Corte suprema della Repubblica dell'Azerbaigian è il più alto organo giudiziario in cause civili, penali, amministrative e di altro tipo legate al procedimento di tribunali generali e specializzati. I giudici della Corte suprema sono nominati dall'Assemblea Nazionale sulla base della proposta del Presidente della Repubblica dell'Azerbaigian.

### Corti d'appello dell'Azerbaigian
Le Corti d'appello della Repubblica dell'Azerbaigian sono le corti di autorità superiore nei casi legalmente assegnati alla loro autorità. I giudici delle Corti d'appello vengono nominati dall'Assemblea nazionale secondo la proposta del Presidente della Repubblica dell'Azerbaigian.
La Corte d'appello è composta dal Presidio, il collegio civile, il collegio amministrativo-economico, il collegio criminale e il collegio militare.

### Pubblico ministero dell'Azerbaigian
L'Ufficio del pubblico ministero della Repubblica dell'Azerbaigian effettua il controllo sull'esecuzione e l'annotazione della legge. L'Ufficio del pubblico ministero generale della Repubblica dell'Azerbaigian è l'organo centrale del pubblico ministero. Il pubblico ministero generale della Repubblica dell'Azerbaigian è nominato e revocato dal presidente con il consenso dell'Assemblea nazionale. Procuratori territoriali e specializzati sono nominati e licenziati dal pubblico ministero generale con il consenso del presidente.

## Partiti
Il partito politico principale è la Partito del Nuovo Azerbaigian che governa l'Azerbaigian a maggioranza assoluta dal 1993. L'attuale Presidente è İlham Əliyev, mentre il primo ministro è Əli Əsədov del Partito del Nuovo Azerbaigian.
I principali partiti politici azeri che hanno ottenuto seggi alle ultime elezioni il 7 novembre 2010 o nel passato sono:
- Partito del Nuovo Azerbaigian (azero: Yeni Azərbaycan Partiyası, YAP)
- Partito Uguaglianza (azero: Müsavat Partiyası, MP)
- Partito del Fronte Popolare Azerbaigian (azero: Azərbaycan Xalq Cəbhəsi Partiyası, AXCP)
- Partito del Movimento Rinascita Nazionale (azero: Milli Dirçəliş Hərəkatı Partiyası, MDHP)
- Partito Democratico Azerbaigian (azero: Azərbaycan Demokrat Partiyası, ADP)
- Partito della Madrepatria (azero: Ana Vatan, AV)
- Partito Civico Solidarietà (azero: Vətəndaş Həmrəyliyi Partiyası, VHP)
- Partito Comunista dell'Azerbaigian (azero: Azərbaycan Kommunist Partiyası, AKP)